# جورج ديكستر ويتكومب
جورج ديكستر ويتكومب (بالإنجليزية: George Dexter Whitcomb)‏ هو ميكانيكي أمريكي، ولد في 13 مايو 1834 في براندون في الولايات المتحدة، وتوفي في 21 يونيو 1914 في غليندورا في الولايات المتحدة.